# Skucani Vakuf
Skucani Vakuf  falu Bosznia-Hercegovinában, a Bosznia-hercegovinai Föderáció Una-Szanai kantonjában, Sanski Most községben. 

## Fekvése
Bosznia-Hercegovina északnyugati részén, Bihácstól légvonalban 46, közúton 67 km-re keletre, Sanski Mosttól légvonalban 16, közúton 20 km-re nyugatra fekvő dombos, erdős területen, a Bliha-folyó völgyében és a környező dombokon fekszik.

## Népessége
| Nemzetiségi csoport | Népesség 1991 | Népesség 2013 |
| ------------------- | ------------- | ------------- |
| Szerb               | 31            | 1             |
| Bosnyák             | 1281          | 1432          |
| Horvát              | 1             | 1             |
| Jugoszláv           | 1             | 0             |
| Egyéb               | 8             | 0             |
| Összesen            | 1321          | 1434          |

## Története
A falu neve 1783-ban bukkan fel, amikor egy dokumentum említ egy „Vakuf na Sana” (Vacup na Sana) nevű helyet. Egy szintén akkori, de keltezetlen dokumentum említi Kulen-Vakup Szanai erődjét (Schloss von Kulen Vakup an der Sanna), de ugyanebben az iratban a Kulen szó át van húzva, és a Skuzani szót írják fölé, így a dokumentumnak ez a fejezete a „Schloss von Skuzani Vakup an der Sanna .. ,“ (azaz Skuzani Vakup erődje a Szana mellett) címet viseli. A bécsi háborús archívum ezen iratai nem kétségesek, azonban meg kell említeni, hogy a Skucani Vakuf vagy Skusani Vakuf nevek mégsem vonatkozhatnak a mai Skucani Vakuf falura, mert azok mindig egy a Szana folyó mentén található helyre utalnak, míg a mai Skucani Vakuf messze van a Szana folyótól, távolsága több mint 20 kilométer.
Az 1875-78-as boszniai-hercegovinai felkelés idején 1876. június 22. körül a banijai Brezovacról Sima Davidović parancsnoksága alatt álló 300 felkelőből álló csapat érkezett a Grmeč-hegységbe. Vezetőjük felájánlja a felkelővezérnek, Golub Babićnak, hogy együtt támadják meg Sanicát és Skucani Vakufot. 1876. július 9-én mintegy 1300 harcossal meg is támadták Sanicát, és miután megverték a török védőket, nagy zsákmányhoz jutottak és felgyújtották a települést. A megerősödött felkelő erők, amelyekhez sok harcos csatlakozott a faluból a Sanica völgyében aratott nagy győzelem után július 13-án megtámadták és elfoglalták Skucani Vakufot is, és ötórás harc után megfutamították a török egységeket, tovább üldözve őket Stari Maidan és Sanski Most felé. Ezután a felkelők további 18 falut elfoglaltak és felgyújtottak, köztük Modra, Čirkiće, Gorica,
Vršuše, Hotiraj, Gornji és Donji Kamengrad és Husimovce falvakat.
Bosznia-Hercegovina 1878-as osztrák-magyar megszállása után jelentős számú szerb, és kisebb számú horvát család vándorolt be Likából, Dalmáciából, Kordunból és Banijából a területre, így Skucani Vakufba is. Az 1895-ös osztrák-magyar összeírás szerint a Skucani Vakuf-i muszlim gyülekezthez  Gorica, Lipnik (Brda, Lipnik, Strmonoga és Varoš) és Skucani Vakuf  (Alihodžići, Bogdanovići, Čepići, Skucani Vakuf és Velići) falvak tartoztak.
A boszniai háború előtt a gyülekezetnek 130 háztartása volt, ebből az 1992-1995-ös szerb agresszió során 80 háztartás lakosait elűzték és vagyonukat megsemmisítették. A mecset ebben a gyülekezetben először Bosznia-Hercegovina osztrák-magyar megszállása után épült, és Likából, Varasdból stb. menekült muhádzsirok építették, akik a területen telepedett le. A szerb agresszió során 1992-ben a mecsetet a minarettel együtt teljesen lerombolták, így a háború után megkezdődött az újjáépítése. Hivatalosan 2000. július 1-jén nyitották meg. A gyűlekezet ingatlanai még a felújított mecset melletti iskola, egy imámház, egy gasulhana, egy kazánház, egy temető és egy gyülekezeti bár is a gyülekezet tulajdonában van. A gyülekezetben található egy mártírtemető is, ahol tíz gyülekezeti tag (civil) van eltemetve, akiket a csetnikek házaikban vagy udvaraikban öltek meg. Ezt a temetőt rendszeresen látogatják Ramadan Eid második napján.

## Nevezetességei
- A falu jobb parti (a Bliha jobb partján álló) mecsete és minaretje a 19. század végén épült, 1992-ben a falut elfoglaltó szerbek lerombolták. Az újjáépített mecsetet és minaretet 2000-ben nyitották meg.

- A bal parti mecset és minaret viszonylag új, 1997-ben épült, amikor a bal parti rész önálló gyülekezetté vált.